# ヒアツィント・シュトラハヴィッツ
ヒアツィント・シュトラハヴィッツ・フォン・ グロース＝ツァウヒェ・ウント・カミネッツ伯爵（Hyazinth Graf Strachwitz von Groß-Zauche und Camminetz、1893年7月30日 - 1968年4月25日）は、ドイツ国の陸軍軍人、親衛隊員、貴族。戦車部隊の指揮官であり、戦車伯爵（Der Panzergraf）の異名で知られる。柏葉・剣・ダイヤモンド付騎士鉄十字章受章者。

## 経歴

### 第二次世界大戦前
1893年、当時ドイツ帝国領であった上シュレージェンのグロース・シュタイン（Groß Stein）に生まれた。一家はシュレージェンの古くから続く名門貴族でグロース・シュタイン城を含めて上シュレージェン地方に巨大な財産を持っていた。ヒアツィントも生まれるとすぐに伯爵（Graf）位を授けられている。12世紀の聖人ヒアツィントにちなんで洗礼名を与えられた。成長したのち、ベルリンへ送られてプロイセン王国の士官学校へ入学。ドイツ皇帝ヴィルヘルム2世の後援を受けて厳しい研修を経てプロイセン国王（=ドイツ皇帝）の護衛部隊「Garde du Corps」の一員となる。この部隊はフリードリヒ大王の時代の1740年から続く歴史ある部隊で全ドイツ陸軍の中でも最名門の部隊とみなされていた。入隊後もリヒターフェルデ陸軍士官学校に進んで勉学をつづけた。またスポーツにも励み、特に乗馬・フェンシング・陸上競技を得意とした。1916年に予定されていたベルリンオリンピックにも出場が予定されていたが、このオリンピックは第一次世界大戦により中止となった。ヒアツィントもオリンピックに備えて与えられていた軍の休暇を取り消されて軍務に復帰して西部戦線へと派遣された。開戦後、すぐに戦功をあげて1914年8月には中尉に昇進し、一級鉄十字章と二級鉄十字章を受章した。しかし1914年終わりころにはフランス戦線でフランス軍に捕まった。この際に民間人の服を着ていたとしてゲリラの疑いがかけられ、フランスの法廷から死刑を宣告された。間もなく減刑されてフランス南部の捕虜収容所へ移送された。
ドイツの敗戦後、捕虜収容所から釈放されて共和制となったドイツへ帰国していった。上シュレージェン（シレジア）で義勇軍（フライコール）に参加し、共産主義者との街頭闘争に参加した。ヴァイマル共和国陸軍に復帰し、1920年代と1930年代初頭を第7騎馬連隊の予備役将校として過ごした。国家社会主義ドイツ労働者党（ナチス党）が政権を掌握した後の1934年にドイツ軍を自動車化・機械化させることを要求するデモに参加。さらに戦車部隊への配属希望を出した。1935年にこの希望がかなえられ、アイゼナハへ派遣されて第二戦車連隊に配属された（この連隊はのちに第一戦車師団へ改組される）。予備役少佐（Major der Reserve）へ昇進し、連隊隷下の第一戦車大隊の指揮官となった。

### 第二次世界大戦
1939年9月の第二次世界大戦開戦時もこの立場にあった。ポーランド侵攻やフランス侵攻にも参加。続いてバルカン半島での戦闘に参加し、グロースドイッチュラント連隊とともにベオグラードへ進撃する。1941年5月に予備役大佐（Oberst der Reserve）に昇進した。1941年6月にバルバロッサ作戦により独ソ戦が始まると第2戦車連隊第1戦車大隊指揮官に転属となる。第2戦車連隊は第16戦車師団の隷下だった。第16戦車師団はブーク川の橋頭堡を補強しようとオートバイ部隊を派遣したが、部隊はソ連軍の反撃にさらされた。シュトラハヴィッツは救援のためただちに潜水戦車を用意した。この戦車は中止されたアシカ作戦（イギリス上陸作戦）でデザインされたものだった。6月22日にシュトラハヴィッツの潜水戦車部隊は川を潜水して対岸へ到着し、ソ連軍を引き受けた。この戦闘の際にシュトラハヴィッツはIII号戦車に乗り込んで指揮下の戦車たちに先んじて自ら突撃をかけた。彼の戦車および彼の指揮下の戦車はソ連軍の軍用車300車両といくつかの砲台を破壊した。ドイツ軍はブーク川の橋頭堡補強に成功し、付近からソ連軍を一掃した。この戦功でシュトラハヴィッツは1941年8月には騎士鉄十字章を受章した。その後も彼の部隊は東部戦線で勇敢に闘い、やがてシュトラハヴィッツは「Panzergraf」（戦車伯爵）の異名をとるようになった。その後、第16戦車師団はフリードリヒ・パウルスの指揮する第6軍の隷下となり、1942年終わり頃、スターリングラード付近で取り囲まれた。この際にシュトラハヴィッツは第2戦車連隊の指揮官に昇進し、包囲網の北側面でソ連軍と戦った。シュトラハヴィッツの第2戦車連隊はソ連の戦車T-34を105台撃破している。しかしこの戦闘でシュトラハヴィッツは激しい負傷をしたため、飛行機で包囲の外へ移送された。この戦闘の功績で柏葉章を受章した。
1943年1月にエリート部隊「グロースドイッチュラント」師団に属する戦車連隊の指揮官に就任。第三次ハリコフ攻防戦でパウル・ハウサー指揮下の武装親衛隊SS装甲軍団とともに戦った。この戦いの際の勇猛さから剣章を受章した。1943年11月に「グロースドイッチュラント」を離れている。健康上の理由とされたが、実際には師団長ヴァルター・ヘルンラインとの不仲が原因であったようだ。この際に予備役少将（Generalmajor der Reserve,）に昇進。さらにナチス党に入党し（党員番号1,405,562）、また親衛隊全国指導者ハインリヒ・ヒムラーに求められて親衛隊（SS）にも入隊している（隊員番号82,857）。ヒムラーが貴族など高い地位の人々を親衛隊に取り込むことを好んだためだった。1943年11月からは「シュトラハヴィッツ戦闘団」を編成し、北方軍集団に属して東部戦線で勇戦した。1944年4月に彼を含めて27名しか受章者のいないダイヤモンド章を受章している。1945年1月に予備役中将（Generalleutnant der Reserve）に昇進するとともに戦車駆逐旅団「オーバーシュレージェン」の旅団長に就任。彼の故郷である上シュレージェンの防衛を任せられた。絶望的な戦況の中でも勇戦してソ連軍の戦車や軍用車を100台以上破壊した。1945年4月、戦況が完全に絶望的となると自らと自らの部下たちが捕虜に非人道的な扱いをすると恐れられていたソ連軍ではなくアメリカ軍の捕虜になれるよう最後の努力をした。ソ連軍の包囲から決死の攻撃で脱出してチェコスロバキアへ逃れ、さらにバイエルン州のアメリカ軍に投降したのである。

### 戦後
戦後しばらくの間アメリカ軍に捕虜として拘束されたが、すぐに釈放されてシリア軍の顧問に就任した。しかし1951年にはポーランド人民共和国によって上シュレージェンのすべての貴族家は断絶させられ、シュトラハヴィッツも帰る故郷を失った。その後は西ドイツのバイエルン州トローストベルクで暮らし、1968年4月に亡くなるまでここですごした。
シュトラハヴィッツは二男を東部戦線で失っていた。長男は重傷を負ったが、生き残っている。シュトラハヴィッツがアメリカ軍の捕虜になった後に彼の妻は娘を一人生んでいる。しかし彼の妻は交通事故により死亡。シュトラハヴィッツは戦後再婚し、後妻との間に二人の息子と二人の娘を儲けている。

## キャリア

### 栄典

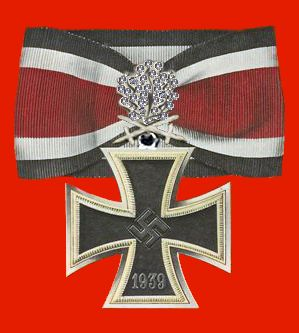
柏葉・剣・ダイヤモンド付騎士鉄十字章

- 1914年版鉄十字章
  - 一級 - 1914年受章
  - 二級 - 1914年受章
- 鉄十字章略章 - 1939年受章
  - 二級 - 1939年10月5日受章
  - 一級 - 1940年6月7日受章
- ドイツ帝国スポーツ勲章（ドイツ語版） - 1941年受章
- ルーマニア王国 王冠勲章（英語版）
- 戦車突撃章
  - 銀章 - 1941年受章
  - 金章 - 「100」の数字付き
- 1941年/1942年東部戦線冬季戦記章 - 1942年8月受章
- ドイツ十字章金章 - 1943年5月29日受章
- 戦傷章 - 1939年受章
  - 黒章 - 1941年受章
  - 銀章 - 1942年3月17日受章
  - 金章 - 1943年2月16日受章
- 柏葉・剣・ダイヤモンド付騎士鉄十字章
  - 騎士鉄十字章 - 第2装甲連隊第I大隊指揮官、予備役少佐として1941年8月25日受章
  - 柏葉章 - 第2装甲連隊第I大隊指揮官、予備役中佐として1942年11月13日受章、144人目の受章者
  - 剣章 - グロースドイッチュラント装甲連隊指揮官、予備役大佐として1943年3月28日受章、27人目の受章者
  - ダイヤモンド章 - 北方軍集団シュトラハヴィッツ戦闘団指揮官、予備役大佐として1944年4月15日受章、11人目の受章者
- 麾下部隊の国防軍軍報（英語版）への複数回登場